# Pothyne pseudorufipes
Pothyne pseudorufipes là một loài bọ cánh cứng trong họ Cerambycidae.